# Quintanilla de Santa Gadea
Quintanilla de Santa Gadea es una localidad del municipio burgalés de Alfoz de Santa Gadea, en la Comunidad Autónoma de Castilla y León (España).
La iglesia está dedicada a san Miguel Arcángel.

## Localidades limítrofes
Confina con las siguientes localidades:
- Al norte con Arija y Bimón.
- Al noreste con San Vicente de Villamezán.
- Al este con Herbosa.
- Al sureste con Santa Gadea de Alfoz.
- Al suroeste con Malataja y Bustidoño.
- Al oeste con Las Rozas de Valdearroyo.
- Al noroeste con  Llano.

## Demografía
Evolución de la población
| Gráfica de evolución demográfica de Quintanilla de Santa Gadea entre 2000 y 2017 |
|                                                                                  |
| Población de derecho (2000-2017) según el padrón municipal del INE               |

## Historia
Así se describe a Quintanilla de Santa Gadea en el tomo XIII del Diccionario geográfico-estadístico-histórico de España y sus posesiones de Ultramar, obra impulsada por Pascual Madoz a mediados del siglo XIX:

Aldea en la provincia, diócesis, audiencia territorial y capitanía general de Burgos (15 leguas), partido judicial de Sedano (7), y ayuntamiento titulado del alfoz de Santa Gadea (1/4); Situada sobre un plano suavemente inclinado al E; reina particularmente el viento N y se padecen por lo regular enfermedades reumáticas. Tiene 15 casas de buena construcción; una iglesia parroquial (San Miguel) servida por un cura párroco y sacristán; una ermita de propiedad particular y un cementerio extramuros. Confina el término N, E y S Santa Gadea, y O Llano. El terreno es secano, pantanoso y de mediana calidad; hay muchos prados naturales y un monte poblado de robles y hayas con algunas matas bajas de la misma clase. Los caminos se hallan en regular estado y dirigen a los pueblos inmediatos. Correos: se reciben indistintamente de Reinosa y Soncillo por medio de propios. Producciones: centeno, yerba en abundancia, algo de lino y pocas legumbres y patatas; cría ganado yeguar, lanar y vacuno y caza de liebres, palomas, zorros, lobos, jabalíes y algunos osos. Industria: la agrícola, la fabricación de aperos para la labranza y carretería, dedicándose también los naturales al transporte con los carros. El comercio que se hace es de maderas, trigo y harinas. Población: 15 vecinos, 46 almas. Riqueza y contribución: con Santa Gadea.
Diccionario geográfico-estadístico-histórico de España y sus posesiones de Ultramar